# Associazione Sportiva Trapani 1964-1965
Questa pagina raccoglie i dati riguardanti il Trapani Calcio nelle competizioni ufficiali della stagione 1964-1965.

## Stagione

Francesco Merendino

Nella stagione 1964-65 l'Associazione Sportiva Trapani disputò il campionato di Serie C, raggiungendo il 6º posto. 
Miglio marcatore stagionale fu Francesco Merendino con 7 reti.

## Divise
I colori sociali dell'Associazione Sportiva Trapani sono il granata ed il bianco.
| Casa | Trasferta |

## Rosa
| N. |                   | Ruolo | Calciatore              |
| -- | ----------------- | ----- | ----------------------- |
|    | Italia (bandiera) | P     | Sergio Costi            |
|    | Italia (bandiera) | P     | Giovan Battista Daneluz |
|    | Italia (bandiera) | D     | Renato De Togni         |
|    | Italia (bandiera) | D     | Pietro Firicano         |
|    | Italia (bandiera) | D     | Antonino Morana         |
|    | Italia (bandiera) | D     | Benedetto Marino        |
|    | Italia (bandiera) | D     | Benito Zanellato        |
|    | Italia (bandiera) | C     | Gianni Cazzola          |
|    | Italia (bandiera) | C     | Mauro Porri             |

| N. |                   | Ruolo | Calciatore          |
| -- | ----------------- | ----- | ------------------- |
|    | Italia (bandiera) | C     | Mario Cavallini     |
|    | Italia (bandiera) | C     | Fulvio Castaldi     |
|    | Italia (bandiera) | A     | Francesco Cammarota |
|    | Italia (bandiera) | A     | Francesco Merendino |
|    | Italia (bandiera) | A     | Fernando Milanesi   |
|    | Italia (bandiera) | A     | Angelo Giugno       |
|    | Italia (bandiera) | A     | Guerino Pellizzari  |
|    | Italia (bandiera) | A     | Giuseppe Rampazzo   |
|    | Italia (bandiera) | A     | Luigi Zorzan        |

## Calciomercato
| Acquisti | Acquisti            | Acquisti          | Acquisti |
| R.       | Nome                | da                | Modalità |
| -------- | ------------------- | ----------------- | -------- |
| A        | Francesco Cammarota | Vomero Napoli     |          |
| C        | Mario Cavallini     | Torres            |          |
| C        | Gianni Cazzola      | Milan             |          |
| P        | Sergio Costi        | Milan             |          |
| A        | Angelo Giugno       | S. Teresa Palermo |          |
| A        | Fernando Milanesi   | Milan             |          |
| C        | Mauro Porri         | Livorno           |          |
| A        | Luigi Zorzan        | Milan             |          |

| Cessioni | Cessioni          | Cessioni     | Cessioni |
| R.       | Nome              | a            | Modalità |
| -------- | ----------------- | ------------ | -------- |
| D        | Giampaolo Bagagli | Avellino     |          |
| A        | Santo Barbato     | Soccer Trani |          |
| C        | Angelo Bellemo    | Taranto      |          |
| A        | Mario Bresolin    | Mestrina     |          |
| C        | Giorgio Carnaroli | ?            |          |
| P        | Marco Gortan      | ?            |          |

## Risultati

### Serie C

#### Girone di andata
| Salerno 1964 1ª giornata | Salernitana | 0 – 0 | Trapani | Stadio Vestuti |

| Taranto 1964 2ª giornata | Taranto | 0 – 0 | Trapani | Stadio Salinella |

| Trapani 1964 3ª giornata                              | Trapani   | 1 – 1      | Crotone | Stadio Polisportivo Provinciale |
| \| \| \| \| \| De Togni \| Marcatori \| Pulvirenti \| |           |            |         |                                 |
|                                                       |           |            |         |                                 |
| De Togni                                              | Marcatori | Pulvirenti |         |                                 |

| Trapani 1964 4ª giornata | Trapani | 0 – 0 | Casertana | Stadio Polisportivo Provinciale |

| San Benedetto del Tronto 1964 5ª giornata          | Sambenedettese | 0 – 1            | Trapani | Stadio ? |
| \| \| \| \| \| \| Marcatori \| ?’ (aut.) Pagani \| |                |                  |         |          |
|                                                    |                |                  |         |          |
|                                                    | Marcatori      | ?’ (aut.) Pagani |         |          |

| Chieti 1964 6ª giornata                      | Chieti    | 1 – 0 | Trapani | Stadio della Civitella |
| \| \| \| \| \| Martegiani \| Marcatori \| \| |           |       |         |                        |
|                                              |           |       |         |                        |
| Martegiani                                   | Marcatori |       |         |                        |

| Trapani 1964 7ª giornata | Trapani | 0 – 0 | Reggina | Stadio Polisportivo Provinciale |

| Trapani 1964 8ª giornata                            | Trapani   | 2 – 0 | Lecce | Stadio Polisportivo Provinciale |
| \| \| \| \| \| Cavallini Cazzola \| Marcatori \| \| |           |       |       |                                 |
|                                                     |           |       |       |                                 |
| Cavallini Cazzola                                   | Marcatori |       |       |                                 |

| Marsala 1964 9ª giornata                                 | Marsala   | 2 – 1     | Trapani | Stadio Antonino Lombardo Angotta |
| \| \| \| \| \| Stella Panza \| Marcatori \| Merendino \| |           |           |         |                                  |
|                                                          |           |           |         |                                  |
| Stella Panza                                             | Marcatori | Merendino |         |                                  |

| Trapani 1964 10ª giornata                                           | Trapani   | 2 – 2            | Siracusa | Stadio Polisportivo Provinciale |
| \| \| \| \| \| Merendino Zorzan \| Marcatori \| Tibaldo Temellin \| |           |                  |          |                                 |
|                                                                     |           |                  |          |                                 |
| Merendino Zorzan                                                    | Marcatori | Tibaldo Temellin |          |                                 |

| Trapani 1964 11ª giornata                | Trapani   | 1 – 0 | Akragas | Stadio Polisportivo Provinciale |
| \| \| \| \| \| Zorzan \| Marcatori \| \| |           |       |         |                                 |
|                                          |           |       |         |                                 |
| Zorzan                                   | Marcatori |       |         |                                 |

| Avellino 1964 12ª giornata                | Avellino  | 1 – 0 | Trapani | Stadio Comunale |
| \| \| \| \| \| Pastore \| Marcatori \| \| |           |       |         |                 |
|                                           |           |       |         |                 |
| Pastore                                   | Marcatori |       |         |                 |

| Trapani 1964 13ª giornata | Trapani | 0 – 0 | Cosenza | Stadio Polisportivo Provinciale |

| Pescara 1964 14ª giornata                    | Pescara   | 1 – 0 | Trapani | Stadio Adriatico |
| \| \| \| \| \| Meneghetti \| Marcatori \| \| |           |       |         |                  |
|                                              |           |       |         |                  |
| Meneghetti                                   | Marcatori |       |         |                  |

| Roma 1964 15ª giornata | Tevere Roma | 0 – 0 | Trapani |  |

| Trapani 1964 16ª giornata                                  | Trapani   | 1 – 1  | Del Duca Ascoli | Stadio Polisportivo Provinciale |
| \| \| \| \| \| Strulli ?’ (aut.) \| Marcatori \| Ghelli \| |           |        |                 |                                 |
|                                                            |           |        |                 |                                 |
| Strulli ?’ (aut.)                                          | Marcatori | Ghelli |                 |                                 |

| L'Aquila 1963 17ª giornata             | L'Aquila  | 1 – 0 | Trapani | Stadio Tommaso Fattori |
| \| \| \| \| \| Luna \| Marcatori \| \| |           |       |         |                        |
|                                        |           |       |         |                        |
| Luna                                   | Marcatori |       |         |                        |

#### Girone di ritorno
| Trapani 1965 18ª giornata                         | Trapani   | 1 – 1   | Salernitana | Stadio Polisportivo Provinciale |
| \| \| \| \| \| Cazzola \| Marcatori \| Rambone \| |           |         |             |                                 |
|                                                   |           |         |             |                                 |
| Cazzola                                           | Marcatori | Rambone |             |                                 |

| Trapani 1965 19ª giornata                   | Trapani   | 1 – 0 | Taranto | Stadio Polisportivo Provinciale |
| \| \| \| \| \| Merendino \| Marcatori \| \| |           |       |         |                                 |
|                                             |           |       |         |                                 |
| Merendino                                   | Marcatori |       |         |                                 |

| Crotone 1965 20ª giornata                         | Crotone   | 1 – 0 | Trapani | Stadio Enzo Scida |
| \| \| \| \| \| Galli ?’ (rig.) \| Marcatori \| \| |           |       |         |                   |
|                                                   |           |       |         |                   |
| Galli ?’ (rig.)                                   | Marcatori |       |         |                   |

| Caserta 1965 21ª giornata               | Casertana | 1 – 0 | Trapani | Stadio Alberto Pinto |
| \| \| \| \| \| Pacco \| Marcatori \| \| |           |       |         |                      |
|                                         |           |       |         |                      |
| Pacco                                   | Marcatori |       |         |                      |

| Trapani 1965 22ª giornata                                | Trapani   | 2 – 1 | Sambenedettese | Stadio Polisportivo Provinciale |
| \| \| \| \| \| Merendino Cazzola \| Marcatori \| Beni \| |           |       |                |                                 |
|                                                          |           |       |                |                                 |
| Merendino Cazzola                                        | Marcatori | Beni  |                |                                 |

| Trapani 1965 23ª giornata                    | Trapani   | 1 – 0 | Chieti | Stadio Polisportivo Provinciale |
| \| \| \| \| \| Pellizzari \| Marcatori \| \| |           |       |        |                                 |
|                                              |           |       |        |                                 |
| Pellizzari                                   | Marcatori |       |        |                                 |

| Reggio Calabria 1965 24ª giornata                   | Reggina   | 1 – 1   | Trapani | Stadio Oreste Granillo |
| \| \| \| \| \| Valsecchi \| Marcatori \| Cazzola \| |           |         |         |                        |
|                                                     |           |         |         |                        |
| Valsecchi                                           | Marcatori | Cazzola |         |                        |

| Lecce 1965 25ª giornata                                      | Lecce     | 1 – 2             | Trapani | Stadio Carlo Pranzo |
| \| \| \| \| \| Trevisan \| Marcatori \| Cavallini Cazzola \| |           |                   |         |                     |
|                                                              |           |                   |         |                     |
| Trevisan                                                     | Marcatori | Cavallini Cazzola |         |                     |

| Marsala 1965 26ª giornata | Marsala | 0 – 0 | Trapani | Stadio Antonino Lombardo Angotta |

| Siracusa 1965 27ª giornata                                           | Siracusa  | 3 – 0 | Trapani | Stadio Nicola De Simone |
| \| \| \| \| \| Casini Cacciavillani Guardavaccaro \| Marcatori \| \| |           |       |         |                         |
|                                                                      |           |       |         |                         |
| Casini Cacciavillani Guardavaccaro                                   | Marcatori |       |         |                         |

| Agrigento 1965 28ª giornata | Akragas | 0 – 0 | Trapani | Stadio Esseneto |

| Trapani 1965 29ª giornata                          | Trapani   | 2 – 0 | Avellino | Stadio Polisportivo Provinciale |
| \| \| \| \| \| Merendino Marino \| Marcatori \| \| |           |       |          |                                 |
|                                                    |           |       |          |                                 |
| Merendino Marino                                   | Marcatori |       |          |                                 |

| Cosenza 1965 30ª giornata                                   | Cosenza   | 2 – 1    | Trapani | Stadio Comunale |
| \| \| \| \| \| Nicchi Marmiroli \| Marcatori \| Milanesi \| |           |          |         |                 |
|                                                             |           |          |         |                 |
| Nicchi Marmiroli                                            | Marcatori | Milanesi |         |                 |

| Trapani 1965 31ª giornata                             | Trapani   | 3 – 0 | Pescara | Stadio Polisportivo Provinciale |
| \| \| \| \| \| Pellizzari Rampazzo \| Marcatori \| \| |           |       |         |                                 |
|                                                       |           |       |         |                                 |
| Pellizzari Rampazzo                                   | Marcatori |       |         |                                 |

| Trapani 1965 32ª giornata                                | Trapani   | 3 – 0 | Tevere Roma | Stadio Polisportivo Provinciale |
| \| \| \| \| \| Cavallini Giugno Porri \| Marcatori \| \| |           |       |             |                                 |
|                                                          |           |       |             |                                 |
| Cavallini Giugno Porri                                   | Marcatori |       |             |                                 |

| Ascoli Piceno 1965 33ª giornata                                     | Del Duca Ascoli | 2 – 2              | Trapani | Stadio Cino e Lillo Del Duca |
| \| \| \| \| \| Marcos Masetto \| Marcatori \| Merendino Firicano \| |                 |                    |         |                              |
|                                                                     |                 |                    |         |                              |
| Marcos Masetto                                                      | Marcatori       | Merendino Firicano |         |                              |

| Trapani 1965 34ª giornata                   | Trapani   | 1 – 0 | L'Aquila | Stadio Polisportivo Provinciale |
| \| \| \| \| \| Merendino \| Marcatori \| \| |           |       |          |                                 |
|                                             |           |       |          |                                 |
| Merendino                                   | Marcatori |       |          |                                 |

## Statistiche

### Statistiche di squadra
| Competizione | Punti | In casa | In casa | In casa | In casa | In casa | In casa | In trasferta | In trasferta | In trasferta | In trasferta | In trasferta | In trasferta | Totale | Totale | Totale | Totale | Totale | Totale | DR |
| Competizione | Punti | G       | V       | N       | P       | Gf      | Gs      | G            | V            | N            | P            | Gf           | Gs           | G      | V      | N      | P      | Gf     | Gs     | DR |
| ------------ | ----- | ------- | ------- | ------- | ------- | ------- | ------- | ------------ | ------------ | ------------ | ------------ | ------------ | ------------ | ------ | ------ | ------ | ------ | ------ | ------ | -- |
| Serie C      | 36    | 17      | 9       | 8       | 0       | 21      | 6       | 17           | 2            | 6            | 9            | 8            | 17           | 34     | 11     | 14     | 9      | 29     | 23     | +6 |

### Statistiche dei giocatori
Sono in corsivo i calciatori che hanno lasciato la società a stagione in corso.
| Giocatore     | Serie C  | Serie C |
| Giocatore     | Presenze | Reti    |
| ------------- | -------- | ------- |
| F. Cammarota  | 3        | 0       |
| F. Castaldi   | 14       | 0       |
| M. Cavallini  | 32       | 3       |
| G. Cazzola    | 21       | 5       |
| S. Costi      | 22       | -?      |
| G. Daneluz    | 12       | -?      |
| R. De Togni   | 31       | 1       |
| P. Firicano   | 20       | 0       |
| A. Giugno     | 8        | 1       |
| B. Marino     | 33       | 1       |
| F. Merendino  | 33       | 7       |
| F. Milanesi   | 19       | 1       |
| A. Morana     | 31       | 0       |
| G. Pellizzari | 16       | 2       |
| M. Porri      | 20       | 1       |
| G. Rampazzo   | 10       | 2       |
| B. Zanellato  | 33       | 0       |
| L. Zorzan     | 16       | 2       |